# تصرف قانوني
التصرف القانوني أو العمل القانوني (بالألمانية: Rechtsgeschäft)‏، حرفيا "الأعمال القانونية"؛ (باللاتينية: negotium juridicum)‏، بموجب الفقه الألماني، هو النوع الرئيسي للتصرفات القانونية المشروعة (المعروف أيضًا باسم الفعل في القانون أو الفعل القانوني) والذي من خلاله يمكن للأشخاص تغيير المراكز القانونية لأنفسهم أو للأشخاص الآخرين عمداً.  يُستخدم هذا المفهوم أساساً في النظم القانونية المدنية التي تستند إلى قانون الالتزامات الألماني أو تتأثر به، مثل النمسا وسويسرا واليونان وتركيا وكوريا الجنوبية واليابان. كما يظهر أيضًا في بعص الحكومات القضائية النابليونية التي تلقت جزئيًا النظرية القانونية الألمانية، مثل إيطاليا أو البرتغال.
هذا المفهوم نتاج الفقه الألماني وطُوِّر كبديل للثنائية الفرنسية بين الحقيقة القانونية والتصرف القانوني. حيث ترفض النظرية القانونية الألمانية مفهوم الحقيقة القانونية؛ وبالتالي، يوجد فقط التصرف القانوني، الذي ينقسم إلى تصرفات قانونية مشروعة وغير مشروعة. من بين الأنواع الثلاثة للتصرفات القانونية المشروعة (التعاقدية وشبه التعاقدية والواقعية)، التصرفات القانونية التعاقدية هي الفئة الرئيسية.
التصرف القانوني هو كل مظهر إرادي طوعي يُنشئ الآثار القانونية التي ينوي الأطراف إحداثها على وجه التحديد. تشمل التصرفات القانونية معظم الأفعال الأحادية والمتعددة الأطراف التي يتناولها القانون. الأنواع الرئيسية هي:
- Verpflichtungsgeschäft - التصرف المنشئ، أي كل تصرف ينشئ (أو "يشكل") التزامًا
  - أمثلة: العقد ، الهبة ، الوكالة (السلطة الفعلية)، الوصية ، الزواج ، التبني، إلخ.
- Verfügungsgeschäft - التصرف المزيل، أي كل تصرف ينقل أو يزيل (أو "يتخلص") من الالتزام
  - أمثلة: نقل، أو تنازل، أو تسليم، أو رهن، أو إبراء الذمة، أو إلغاء الالتزام.
- Gestaltungsgeschäft - التصرف الاختياري، أي كل تصرف أحادي الجانب يُنشئ حقًا اختياريًا جديدًا (Gestaltungsrecht)، أو يعدل و/أو يلغي علاقة قانونية قائمة.
  - أمثلة: الفسخ، الطعن ، تقديم إشعار (بالاستقالة من الوظيفة)، السماح بانتهاء فترة التقادم، التخلي (عن الممتلكات، وما إلى ذلك)

يمكن التمييز بين التصرف القانوني والأعمال القانونية المشروعة الأخرى، أي تمييزه عن التصرفات الشبيهة به (rechtsgeschäftsähnliche Handlung) وعن التصرف الواقعي ( Realakt ). حيث إن الأعمال الشبيهة بالتصرف القانوني، رغم أنها إرادية ومقصودة، إلا أنها تؤدي إلى آثار قانونية ليست بالضرورة مقصودة أو مطلوبة. ومن أبرز الأمثلة على ذلك أشباه العقود مثل الإثراء بلا سبب، وإدارة الأعمال negotiorum gestio، وحل الدين بدون وجه حق indebiti solutio، بالإضافة إلى الإقرارات، والإفادات، وتنفيذ الواجب الائتماني. التصرف الواقعي هو تصرف غير إرادي ويفتقر للنية العلنية؛ وبدلا من ذلك، فإنه يأتي عن طريق الصدفة (أي القوة القاهرة ) أو يفسّر من الظروف (حتى عندما تتعارض مع إرادة الفاعل الصريحة). وتشمل بعض الأمثلة على هذا الأخير الثقة البناءة، والشراكة بالاستحقاق، والوكالة تحت سلطة واضحة.